# 15th Alabama Infantry
Quinzième régiment d'infanterie de volontaires d'Alabama
Le 15th Alabama Infrantry est un régiment  d'infanterie de volontaires confédérés de l'Alabama au cours de la guerre de Sécession. Recruté dans six comtés du sud-est de l'État, il combat principalement dans l'armée de Virginie du Nord de Robert E. Lee, bien qu'il serve brièvement avec l'armée du Tennessee et Braxton Bragg à la fin de 1863 avant de revenir en Virginie au début de 1864 et jusqu'à la fin de la guerre. Sur les 1 958 hommes qui sont inscrits sur les registres au cours du conflit, 261 sont répertoriés comme tués au combat, et 416 autres morts de maladie d'après d'autres sources. 218 sont capturés (46 morts), 66 ont déserté et 61 sont transférés ou démobilisés. À la fin de la guerre, seuls 170 hommes restent au moment de leur libération sur parole.
Le 15th Alabama Infantry est particulièrement célèbre pour sa confrontation avec le 20th Maine Infantry sur Little Round Top pendant la bataille de Gettysburg le 2 juillet 1863. Malgré plusieurs assauts féroces, le 15th Alabama Infantry est finalement incapable de déloger les troupes de l'Union, et est forcé de retraiter par une charge désespérée à la baïonnette menée par le commandant du 20th Maine Infantry, le colonel Joshua L. Chamberlain. Cet assaut est reconstitué dans le film Gettysburg de Ronald F. Maxwell en 1993.

## Recrutement, organisation et équipement

### Recrutement
Le 15th Alabama Infantry est organisé par James Cantey (en), un planteur originaire de Caroline du Sud, qui réside dans le comté de Russel en Alabama, au déclenchement de la guerre de Sécession. Les « fusiliers de Cantey » (Cantey's Rifles) sont formés au fort Mitchell, sur la rivière Chattahoochee en mai 1861. La compagnie de Cantey est rejointe par dix autres compagnies de la milice, qui sont toutes versées au service de l'État par le gouverneur Andrew B. Moore le 3 juillet 1861, avec Cantey comme commandant du régiment.
Une de ces compagnies, du comté de Henry, est formée pat William C. Oates, un avocat et un journaliste d'Abbeville. Oates, qui commandera plus tard le régiment sur Little Round Top, organise une compagnie composée principalement d'Irlandais recrutés dans la région, appelée les « pionniers d'Henry » (Henry Pioneers) ou les « pionniers du comté de Henry » (Henry County Pioneers). D'autres observateurs, après avoir vu leurs uniformes flamboyants (chemises rouge vif, avec des redingotes et des pantalons gris Richmond) les surnomment les « zouaves d'Oates ».
Selon une source, le plus jeune soldat du 15th Alabama Infantry a seulement treize ans ; le plus vieux, Edmond Sheperd, a soixante-dix ans.

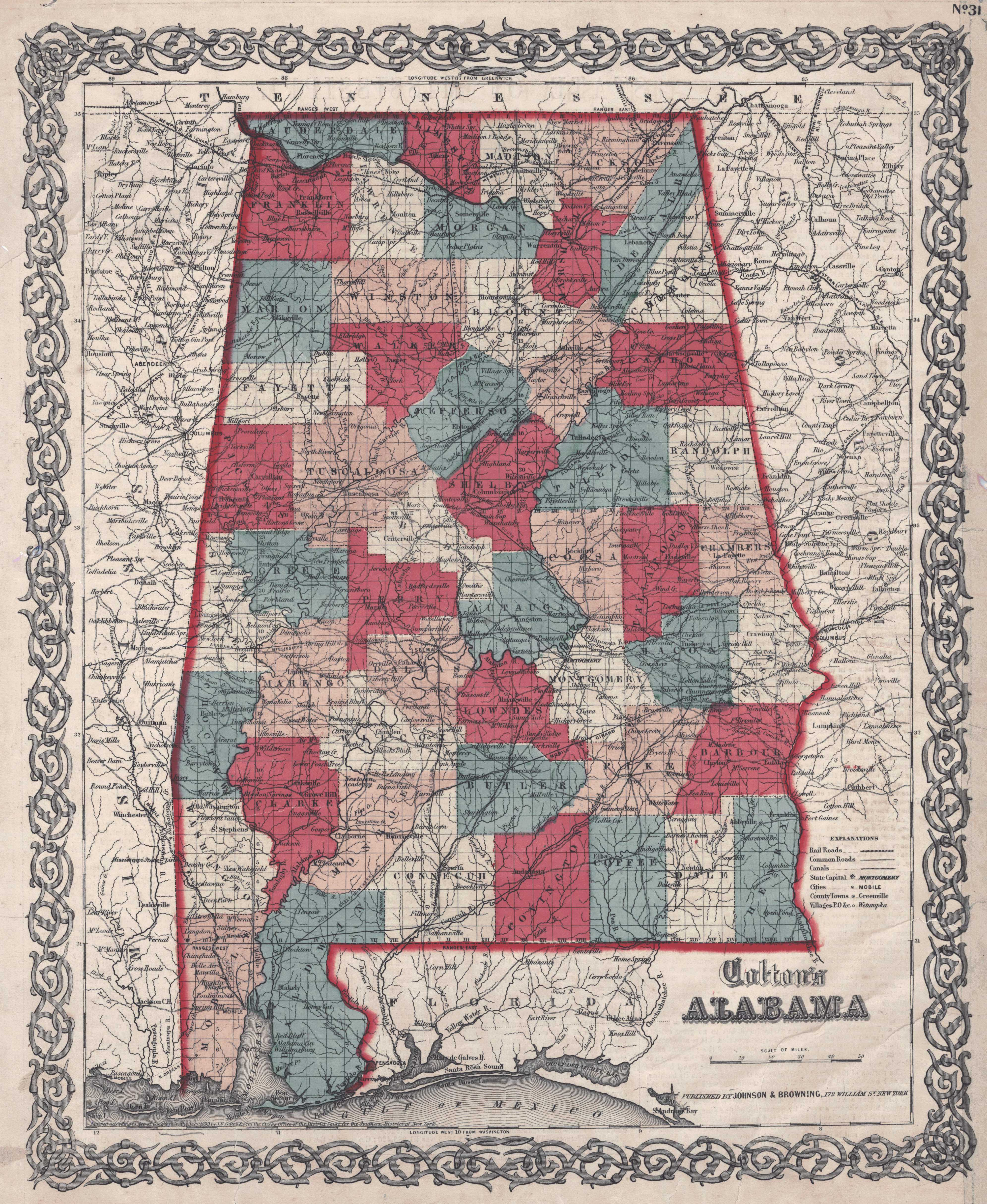
Carte des comtés de l'Alabama en 1859. Le 15th Alabama a été recruté dans les comtés du sud-est de l'État.

### Organisation
Le 15th Alabama comprend environ 900 hommes ; ses compagnies et leurs comtés d'origine sont
- Compagnie A : « Cantey's Rifles » - (fusiliers de Cantey) - du comté de Russell ;
- Compagnie B : « Midway Southern Guards » - (gardes du Sud Midway) - du comté de Barbour ;
- Compagnie C : pas de surnom, du comté de Macon ;
- Compagnie D : « Fort Browder Roughs » - (voyous du fort Browder) - du comté de Barbour[9] ;
- Compagnie E : « Beauregards » - (les Beauragards)[10] - du comté de Dale (qui comprend actuellement des parties des comtés de Geneva et de Houston ;
- Compagnie F : « Brundidge Guards » - (gardes de Brundidge) - du comté de Pike ;
- Compagnie G : « Henry Pioneers » - (pionniers de Henry) - du comté de Henry (qui comprend alors pratiquement l'actuel comté de Houston) ;
- Compagnie H : « Glenville Guards » - (gardes de Glenville) - du comté de Barbour et du comté de Dale ;
- Compagnie I : « Quitman Guards » - (gardes de Quitman) - du comté de Pike ;
- Compagnie K : « Eufaula City Guard » - (garde d'Eufaula City) - du comté de Barbour ;
- Compagnie L : aucun surnom, du comté de Pike.

À la suite du serment formel, le 15th Alabama Infanry reçoit l'ordre de partir vers Pageland Field, en Virginie, pour l'entraînement et la manœuvre. Au cours de son séjour à Pageland, le régiment perd 150 hommes de la rougeole. En septembre 1861, le 15th Alabama Infantry est transféré au camp Toombes, en Virginie, en partie pour échapper à l'épidémie de rougeole.

### Équipement
Les compagnies A et B du 15th Alabama Infantry sont équipées avec le fusil Mississippi M1841, un fusil à percussion de calibre.54 qui a été largement utilisé lors de la guerre américano-mexicaine et était grandement apprécié pour sa précision et sa facilité d'emploi. Les autres compagnies du régiments sont dotés de vieux mousquets à âme lisse « George Law », dont la platine à silex a été modifiée pour en faire des fusils à percussion. Plus tard, le régiment perçoit des fusils-mousquets anglais Enfield Pattern 1853 et des fusils Springfield Model 1861. Comme le 15th Alabama Infantry a été initialement enrôlé pour trois ans, il perçoit ses armes de la part du gouvernement confédéré, qui refuse d'approvisionner en armes des régiments enrôlés pour une période plus courte.
Bien que les détails des uniformes spécifiques portés par les autres compagnies du 15th Alabama Infantry n’aient pas été conservés, on sait que la compagnie G de Oates portait, en plus de leurs vêtements rouge et gris, un « couvre-chef coloré et distinct ». Chaque casquette porte l'insigne « HP », qui signifie « Henry Pionneers » (bien que certains disent que cela signifie « Hell's Pelters ». Chaque soldat porte aussi un « badge de la sécession », avec la divise : « Liberté, égalité, fraternité »; qui est la devise de la révolution française.

## Premières campagnes

### Campagne de la vallée
Au camp Toombs, le 15th Alabama Infantry est embrigadé avec le 21st Georgia Infantry, le 21st North Carolina Infantry et le 16th Mississippi Infantry au sein de la brigade de Trimble de la division d'Ewell qui fait partie de l'armée de Virginie du Nord. Après que cette force s'est écarté de Yorktown, le 15th Alabama Infantry est transféré dans la division du major général Stonewall Jackson, avec qui elle participe à la campagne de la vallée. Pendant cette période, le 15th Alabama Infantry participe aux engagements suivants :
- Bataille de Front Royal le 23 mai 1862 ; pertes minimes[13] ;
- Première bataille de Winchester le 25 mai 1862 ; pertes minimes[13] ;
- Bataille de Cross Keys le 8 juin 1862 ; 9 tués et 33 blessés sur les 426 engagés[13].

À la suite de la bataille de Cross Keys, le 15th Alabama Infantry est mentionné dans les rapports par son commandant de division, le major général Ewell, qui déclare que « le régiment a fait une résistance courageuse me permettant de prendre la position à loisir ». Son commandant de brigade, le brigadier général Trimble, choisit aussi le régiment pour des honneurs pendant cet engagement : « au colonel Cantey pour sa retraite réalisée avec compétence des piquets, et la prompte manœuvre de flanc, je pense qu'un éloge spécial est dû ». Au cours de cet engagement particulier, les soldats du 15th Alabama Infantry ont eu l’opportunité inhabituelle de participer à toutes les phases majeures d’une bataille, à commencer par l’accrochage d’ouverture à Union Church sur le flanc gauche avancé, puis au retrait sous les tirs d’artillerie au centre. et enfin à l'embuscade de Trimble du 8th New York Infantry et à la contre-attaque subséquente sur le flanc droit confédéré, ce qui mit un terme à la bataille.

### Bataille des sept jours
À la suite de la conclusion victorieuse de la campagne de la vallée de Jackson, le 15th Alabama Infantry participe à l'attaque de Jackson contre le flanc du major général George B. McClellan au cours de la bataille des sept jours. Pendant cette période, le 15th Alabama Infantry combat lors des engagements suivants :
- Bataille de Gaines's Mill les 27-28 juin 1862 ; 34 tués et 110 blessés sur 412 hommes engagés[13].

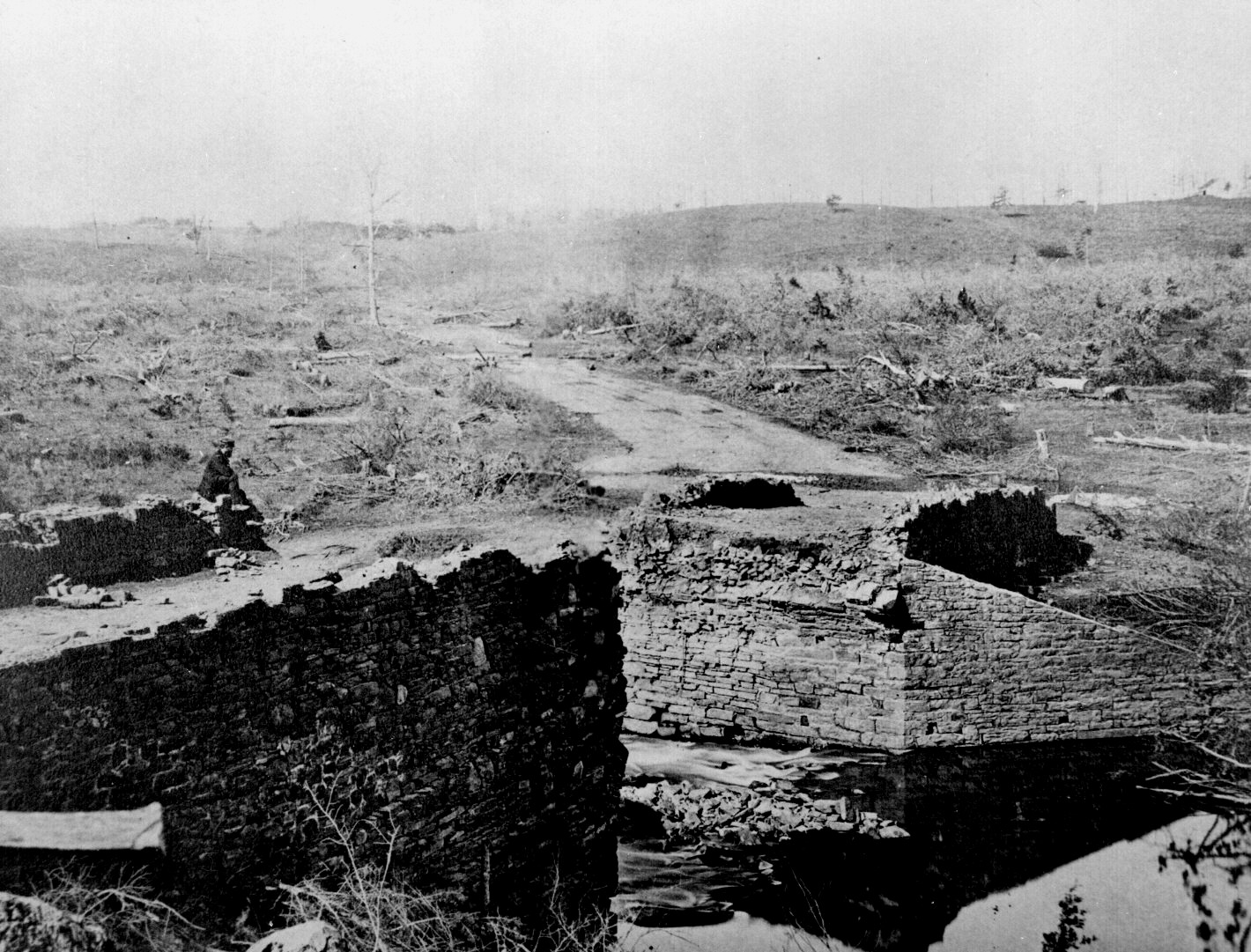
Champ de bataille de la seconde bataille de Bull Run

- Bataille de Malvern Hill le 1er juillet 1862 ; pertes minimes[13].

### Campagne de Virginie Septentrionale
À la suite de la retraite de McClellan de Richmond, le 15th Alabama Infantry est engagé dans la campagne de Virginie Septentrionale, où il participe aux batailles suivantes :
- Bataille de Warrenton Springs Ford le 12 août 1862 ; pertes inconnues[16].
- Bataille de Hazel River, Virginie, le 22 août 1862 ; pertes inconnues[16].
- Bataille de Kettle Run (appelée « Manassas Junction » dans les archives régimentaires) le 30 août 1862 ; 6 tués et 22 blessés[16].
- Seconde bataille de Bull Run, le 30 août 1862 ; 21 tués et 91 blessés sur les 440 hommes engagés[16].
- Bataille de Chantilly, le 1er septembre 1862 ; 4 tués et 14 blessés[16].

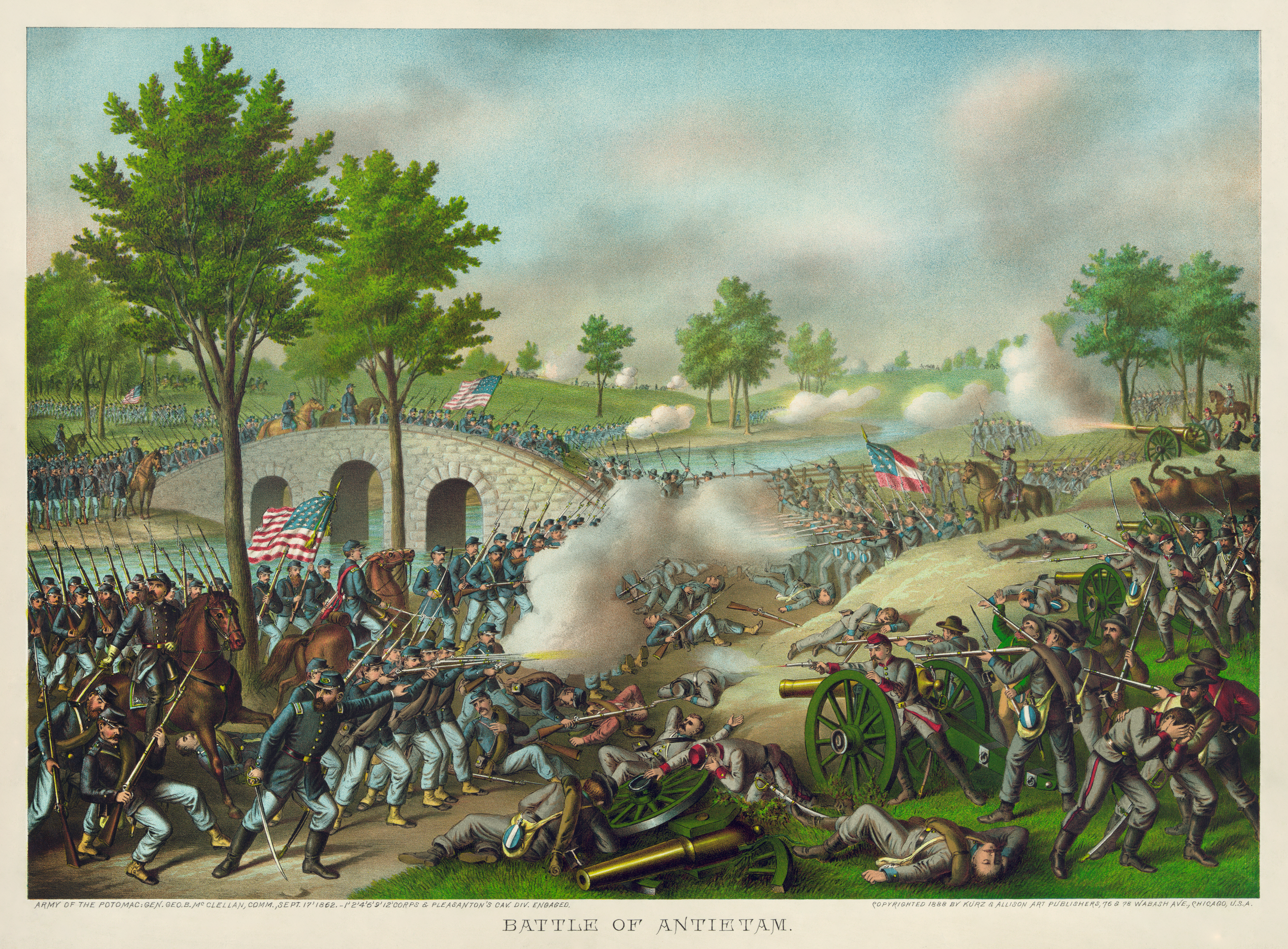
Bataille d'Antietam par Kurz et Allison

### Campagne du Maryland
Survient ensuite la campagne du Maryland de Lee, où le 15th Alabama Infantry participe aux actions suivantes :
- Bataille de Harper's Ferry du 12 au 15 septembre 1862 ; pertes minimes[13].
- Bataille d'Antietam (appelée « Sharpsburg » dans les archives régimentaires) le 17 septembre 1862 ; 9 tuéset 75 blessés sur les 300 hommes engagés[13].
- Bataille de Shepherdstown le 19 septembre 1862 ; pertes inconnues[13].

Après Antietam, en tant que commandant de brigade par intérim, le colonel James A. Walker cite le capitaine Isaac B. Feagin, commandant régimentaire par intérim, pour comportement exceptionnel tout en louant le régiment dans son ensemble : « le capitaine Feagin, commandant le quinzième régiment de l'Alabama, s'est comporté avec bravoure en adéquation avec sa haute réputation de courage et de celle du régiment qu'il commandait ».

### Fredericksburg et Suffolk; réaffectation
À la suite de la défaite confédérée, le 15th Alabama Infantry participe au sein du corps de Jackson à la bataille de Fredericksburg le 15 décembre 1862. Le total des pertes s'élève à un mort et 34 blessés. Le regiment est ensuite réaffecté en mai 1863 au corps du général James Longstreet participant alors au siège de Suffolk en Virginie. Il fait alors partie de la brigade d'Alabama, nouvellement créée, sous les ordres d'Evander M. Law au sein de la division du général Hood. Le 15th Alabama Infantry subit 4 morts et 18 blessés à Suffolk.

### Combat des grandes boules de neige
Le 29 janvier 1863, le 15th Alabama Infantry participe avec plusieurs autres régiments de l'armée de Virginie du Nord à ce qui devient connu sous l'appellation de la grande bataille de boules de neige de 1863. Plus de 9 000 soldats confédérés se livrent à une journée de mêlée spontanée à l'aide de boules de neige et de pierres, dans lesquels deux soldats seulement sont grièvement blessés.

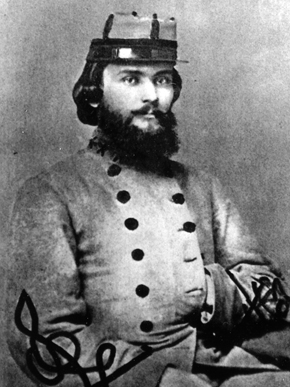
Lieutenant-colonel William C. Oates, commandant le 15th Alabama Infantry du printemps 1863 à juillet 1864.

## Oates prend le commandement
Avec son changement d'affectation divisionnaire, le 15th Alabama Infantry a un nouveau commandant de régiment : le lieutenant-colonel William C. Oates, qui avait organisé initialement la compagnie G lors de la formation du régiment en 1861. Oates était un vagabond au Texas lorsqu'il était jeune adulte, participant à de nombreuses rixes et passant le temps en tant que joueur. Néanmoins, en 1861, il était revenu en Alabama, terminé sa scolarité, étudié le droit, et fondé un cabinet d'avocat prospère dans le comté d'Henry, où il possédait un journal hebdomadaire dans sa ville natale. Opposé à l'élection d'Abraham Lincoln, Oates met en garde contre une sécession précipitée ; Cependant, après la décision de l'Alabama de quitter l'Union, il soutient inconditionnellement la cause sudiste, levant une compagnie de volontaires qui devient la compagnie G du 15th Alabama Infantry. Après la promotion de Cantey et sa mutation à un nouveau poste, Oates assume le commandement du régiment. Ensuite, Oates servira en tant que gouverneur de l'Alabama, et commandera aussi trois brigades des États-Unis (qui ne participeront pas aux combats) au cours de la guerre hispano-américaine.
Tandis que certains de ses hommes trouvent Oates trop agressif pour son bien et le leur, la plupart admirent son courage et affirment qu'il est toujours présent à la tête de ses hommes, au cœur du combat, et qu'il ne leur demande jamais aller où il ne voudrait pas aller lui-même. Un rival politique, Alexander Lowther, remplacera Oates en tant que commandant de régiment en juillet 1864, après avoir prétendument organisé la destitution de M. Oates. C'est Oates, néanmoins, qui mène le 15th Alabama Infantry lors de son engagement le plus notable de la guerre, à Little Round Top le 2 juillet 1863, au cours de la deuxième journée de la bataille de Gettysburg.

## Action à Gettysburg

### Little Round Top
Au cours de la bataille de Gettysburg, le 15th Alabama Infantry et le reste de la brigade de Law font partie de la division du major général John B. Hood, qui appartient au corps du lieutenant général James Longstreet. Arrivant sur le terrain à la fin de l'après-midi du 1er juillet, le 15th Alabama Infantry ne joue aucun rôle notable dans les combats du premier jour. La situation change le 2 lorsque le général Robert E. Lee ordonne à Longstreet de lancer une attaque surprise avec deux de ses divisions contre le flanc gauche fédéral et leurs positions au sommet de Cemetery Hill. Au cours de cet engagement, qui est lancé à la fin de l'après-midi du 2 juillet, le 15th Alabama se retrouve à progresser sur un terrain difficile sur le côté oriental de la route d'Emmitsburg, qui se conjugue avec les tirs du 2nd U.S. Sharpshooter à proximité de la ferme de Slyder pour contraindre la brigade de Law (dont le 15th Alabama Infantry) à faire un détour autour de Devil's Den (en) et de Big Round Top (en). Pendant ce temps, le 15th Alabama Infantry est constamment sous le feu des tireurs d'élite de l'Union, et le régiment se retrouve temporairement séparé du reste de la brigade de l'Alabama alors qu'il avance sur Big Round Top.
Little Round Top, qui domine la position de l'Union sur Cemetery Ridge, n'est pas occupée initialement par les troupes de l'Union. Le brigadier général Gouverneur K. Warren, chef des ingénieurs du major général George Meade, commandant de l'Union, est monté sur la colline sur l'ordre de son supérieur pour y évaluer la situation ; Il remarque l'éclat des baïonnettes confédérées au sud-ouest de la colline, et il réalise que l'attaque sudiste est imminente. Le colonel Strong Vincent, commandant de la troisième brigade de la première division du Ve corps de l'Union, répond à l'appel effréné de Warren pour que les renforts occupent la colline. Vincent déplace rapidement les quatre régiments de sa brigade sur la colline, dix minutes seulement avant les Confédérés. Sous un déluge de feu des batteries sudistes, Vincent organise ses quatre régiments au sommet de la colline avec le 16th Michigan Infantry au nord-ouest, puis dans le sens des aiguilles d'une montre, le 44th New York Infantry, le 83rd Pennsylvania Infantry et finalement, à l'extrémité de la ligne sur la pente méridionale, le 20th Maine Infantry. Ne disposant que de quelques minutes, Vincent demande à ses régiments de se mettre à l’abri et d’attendre l’inévitable assaut des Confédérés ; il ordonne expressément au colonel Joshua L. Chamberlain, commandant du 20th Maine Infantry (à l'extrémité de la ligne de l’Union), de tenir sa position à tout prix. Si le régiment de Chamberlain est contraint de battre en retraite, les autres régiments sur la colline seraient obligés de faire de même et tout le flanc gauche de l'armée de Meade serait sérieusement compromis, les amenant peut-être à se retirer et donnant aux Confédérés la victoire dont ils ont désespérément besoin à Gettysburg.

### Attaques du15th Alabama Infantry

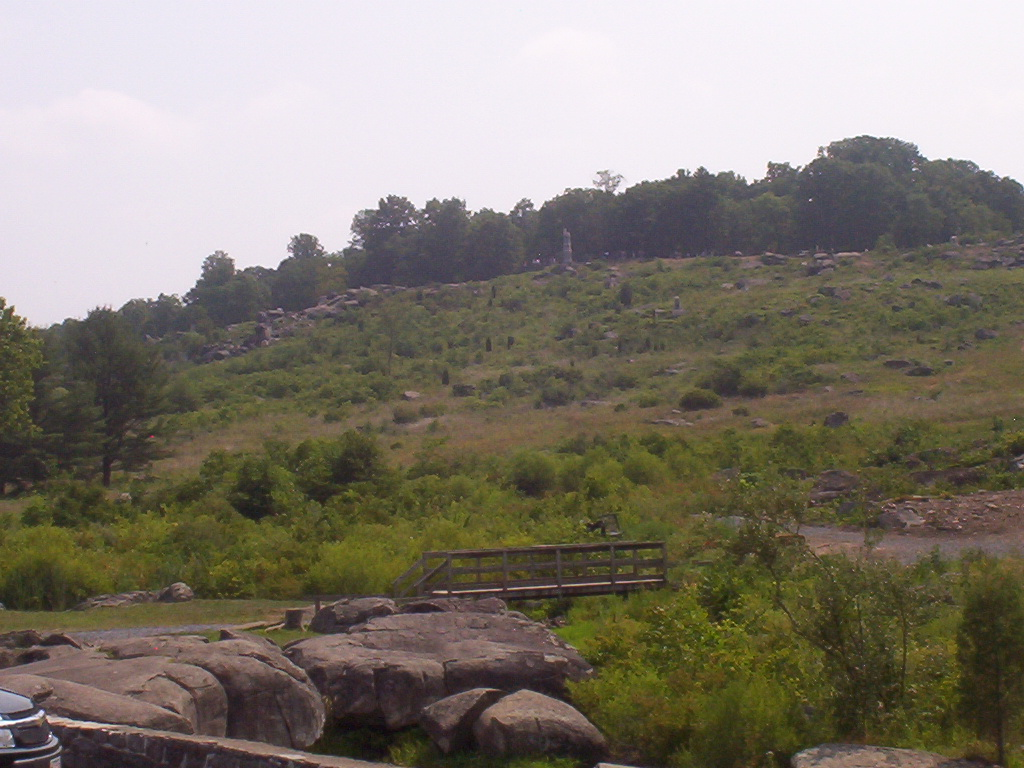
Little Round Top de nos jours, vu de Devil's Den. L'assaut du 15th Alabama Infantry est lancé sur la partie de la colline à l'extrême droite de la photo.

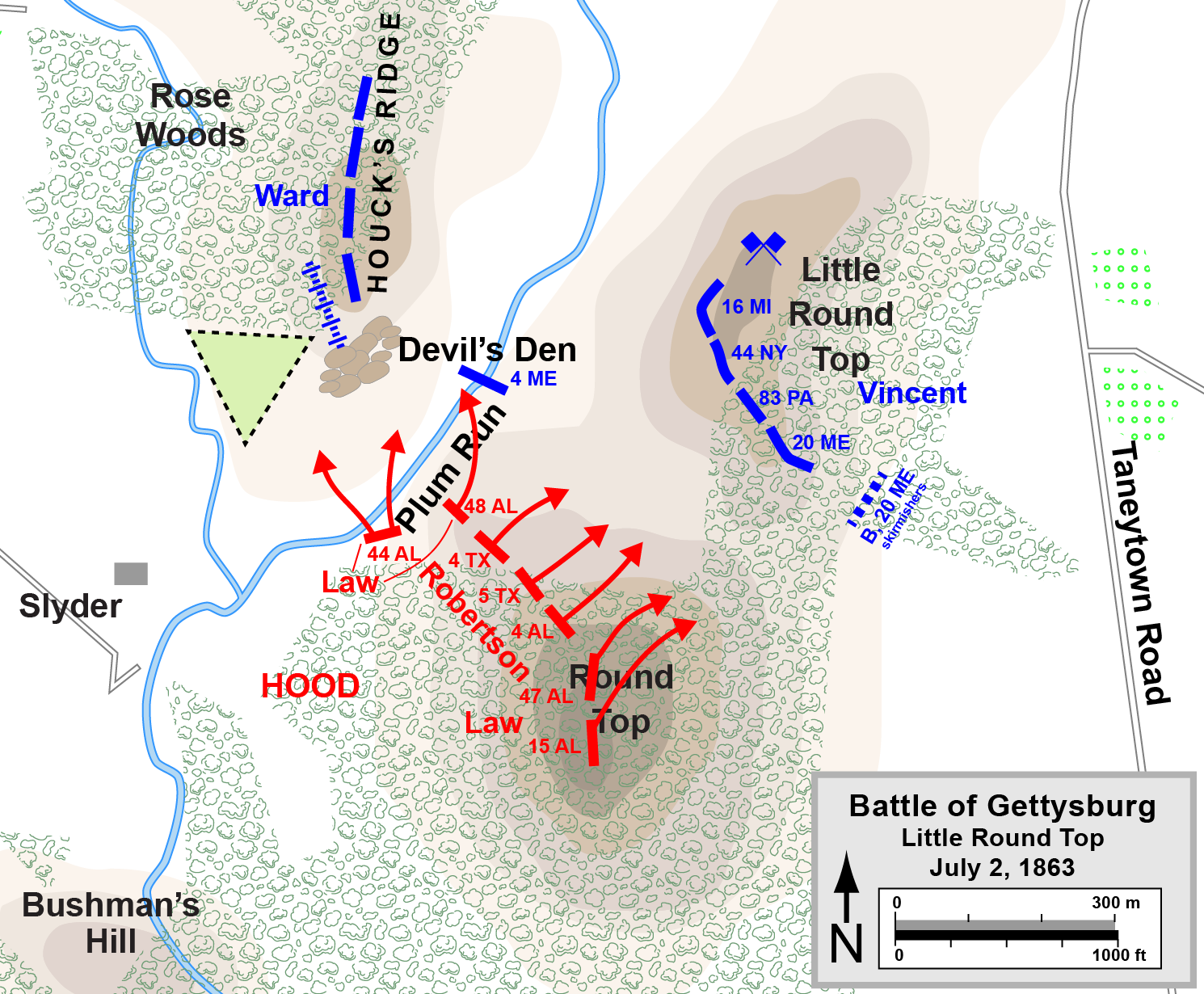
Combat de Little Round Top, assaut initial, montrant la position initiale du 15th Alabama

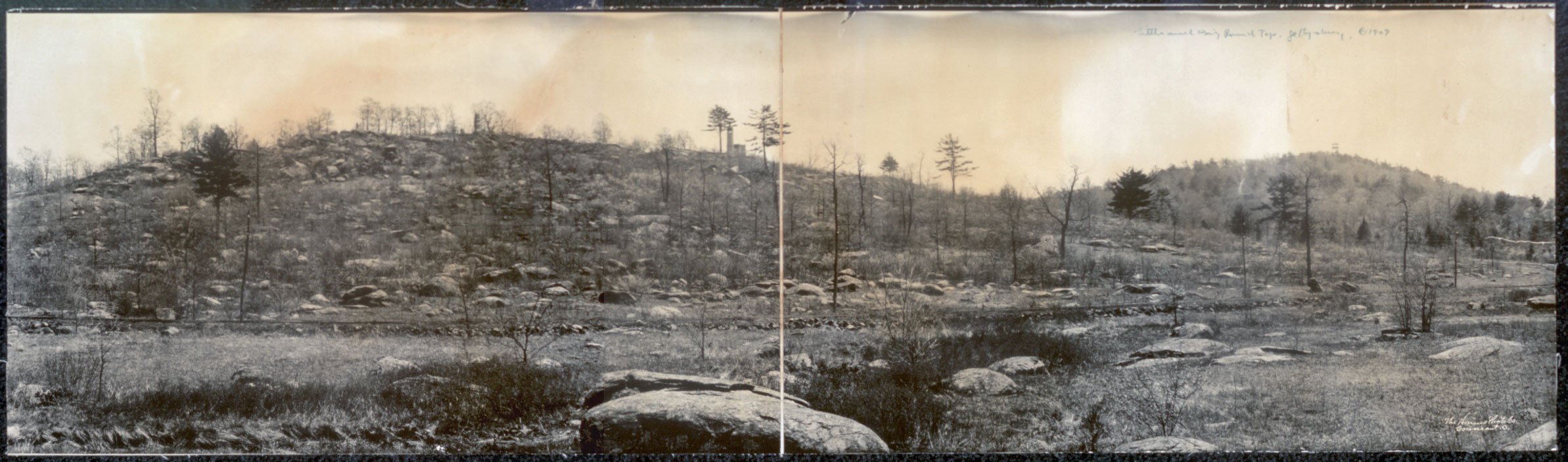
Little Round Top (gauche) et Big Round Top, photographiés de Plum Run Valley en 1909

Après son attaque sur Little Round Top, le 15th Alabama Infantry est rejoint par le 4th Alabama Infantry, le 47th Alabama Infantry, et aussi par les 4th et 5th Texas Infantry. Toutes ces unités sont complètement épuisées au moment de l'assaut, ayant marché sous les chaleurs de juillet sur plus de 20 milles (32 km) avant l'attaque proprement dite. De plus, les gourdes des sudistes sont vides, et l'ordre de Law d'avancer ne leur donne pas le temps de les remplir. Approchant de la ligne de l'Union sur la crête de la colline, les hommes de Law sont repoussés par la première salve de l'Union et retraitent brièvement pour se regrouper. Le 15th Alabama Infantry se repositionne plus à droite pour trouver le flanc gauche de l'Union, qui est tenu, sans qu'il le sache, par le 20th Maine Infantry.
Pendant ce temps, Chamberlain a détaché la compagnie B de son régiment et des éléments du 2nd U.S. Sharpshooters, leur ordonnant de se positionner à l'abri derrière un mur de pierre à 150 yards (137 m) à l'est, espérant se prémunir contre un enveloppement (en) confédéré.
Voyant le 15th Alabama Infantry en train de tourner son flanc, Chamberlain ordonne au reste de ses 385 hommes de former une seule ligne. Le 15th Alabama Infantry charge les troupes du Maine, uniquement pour être repoussé par un déluge de feu de fusils. Chamberlain ordonne ensuite à la moitié la plus méridionale de sa ligne de « refuser la ligne », ce qui signifie qu'il forment une nouvelle ligne à un angle de la force initiale pour faire face à la manœuvre de flanquement du 15th Alabama Infantry. Bien qu'il subisse des pertes formidables, le 20th Maine Infantry parvient à tenir contre cinq charges supplémentaires pendant quatre-vingt-dix minutes.
Le colonel Oates, commandant le régiment, décrit l'action dans ses mémoires quarante ans plus tard :
« La brigade de Vincent, comprenant le seizième du Michigan sur la droite, le quarante-quatrième de New York, le quatre-vingt-troisième de Pennsylvanie, et de vingtième du Maine, a atteint sa position dix minutes avant mon arrivée, ils ont empilé des pierres entre deux énormes rochers, faisant une ligne en zigzag plus complète, et sont abrités derrière elle, prêts à nous recevoir. De derrière ce rebord, de manière inattendue pour nous, parce qu'ils étaient dissimulés, ils nous ont fait pleuvoir le feu le plus destructeur que j’ai jamais vu. Notre ligne s'est arrêtée, mais n'a pas cédé. L'ennemi s'est formé en ligne comme indiqué de droite à gauche.... Tandis que les hommes tombaient, leurs camarades comblaient le trou et retournait le feu avec frénésie. Je pouvais voir à travers la fumée les hommes du vingtième du Maine en face de mon aile droite, courant d'arbre en arbre et se dirigeant vers l'ouest en direction du corps principal, et j'ai avancé ma droite, la faisant pivoter, se chevauchant et tournant leur gauche. J'ai ordonné à mon régiment de changer de direction vers la gauche, de pivoter et de chasser les fédéraux du rebord de rochers dans le but de prendre en enfilade leur ligne... gagner l'arrière de l'ennemi et le chasser de la colline. Mes hommes ont obéi et ont avancé à peu près à mi-chemin de la position ennemie, mais le feu était si destructeur que ma ligne a vacillé comme un homme essayant de marcher contre un vent puissant, puis a lentement, obstinément, rendu un peu de terrain ; puis, n'ayant personne à ma gauche ou à ma droite, mon régiment était exposé, tandis que l'ennemi était toujours à couvert, rester là et mourir était une pure folie ; soit se retirer soit avancer est devenu une nécessité.... Le capitaine [Henry C.] Brainard, l'un des officiers des plus courageux et l'un des meilleurs du régiment, conduisant sa compagnie en avant, tomba en s'écriant : « Mon Dieu ! Que je puisse voir ma mère », il mourut aussitôt. Le lieutenant John A. Oates, mon cher frère, a pris le commandement de la compagnie, mais a été transpercé par plusieurs balles, et est tombé, mortellement blessé. Le lieutenant [Barnett H.] Cody fut mortellement blesse, le capitaine [William C.] Bethune et plusieurs autres officiers furent gravement blessés, alors que le carnage dans les rangs était effroyables. Une nouvelle fois, j'ai ordonné d'avancer, sachant que les officiers et les hommes courageux de ce vieux régiment, je percevais qu'ils suivraient leur commandant n'importe où sur le champ de bataille. J'ai traversé les rangs brandissant mon épée, criant, « En avant, les gars, jusqu'à la corniche ! », et l'ordre fut promptement exécuté dans un style splendide. Nous avons chassé les fédéraux hors de leur forte position défensive ; Cinq fois, ils se sont ralliés et nous ont chargé, parvenant deux fois si près que quelques-uns de mes hommes durent utiliser la baïonnette, mais leur effort fut vain. Le temps était venu pour nous de faire face à la mort et à la destruction contre un ennemi courageux, et le sort fut rapidement scellé. J'ai mené cette charge et ai franchi le rebord du rocher, utilisant pour pistolet à la longueur d'un fusil, quand la poussée de mes homme a rejeté les hommes du Maine hors de la corniche.... À environ quarante pas sur la pente, il y a un grand rocher à mi-chemin de l'éperon. Le régiment du Maine a chargé ma ligne, venant directement à un corps à corps. Mes couleurs régimentaires étaient juste à un pas ou deux à la droite de ce rocher, et j'étais à dix pieds. Un homme du Maine a saisi le mât des couleurs lorsque l'enseigne [John G.] Archibald s'est reculé et le sergent Pat O'Connor a planté sa baïonnette dans la tête du Yankee, qui est tombé mort,(p214, 218, 219). »

### Charge désespérée de Chamberlain
À court de munitions, et réagissant à la certitude de devoir faire face à un autre assaut déterminé des hommes de l'Alabama, le colonel Chamberlain décide de mettre en place un réponse peu orthodoxe : ordonnant de fixer les baïonnettes, il mène ce qui reste de son groupe dans une charge de façon désordonnée vers le bas de la colline, exécutant un assaut frontal (en) et une manœuvre de flanquement conjoints qui prennent complètement par surprise le 15th Alabama Infantry. À l'insu de Chamberlain, Oates a déjà décidé de battre en retraite, réalisant que ses munitions sont presque épuisées et s'inquiétant d'une éventuelle attaque de l'Union sur son flanc ou à revers. Son jeune frère gît sur le sol et le sang des soldats morts et blessés de son régiment « se répand en flaques sur des rochers ». Juste près l'ordre de retraite de Oates, Chamberlain commande à charger, conjointement avec les tirs de la compagnie B et des tireurs d'élite cachés, poussant le 15th Alabama à dévaler désespérément en bas de la colline pour s'échapper. Oates admet plus tard que « nous courrions comme un troupeau de bétail sauvage » pendant la retraite, une course qui amène les membres survivants du 15th Alabama (dont Oates) qui ne sont pas capturés par les hommes de Chamberlain en haut des pentes de Big Round Top et vers les lignes confédérées.
Au cours des années suivantes, Oates déclare que l'assaut du 15th Alabama a échoué par qu'il n'a pas été soutenu par un autre régiment confédéré pendant l'attaque. Il insiste sur le fait que si seulement un autre régiment avait rejoint son attaque contre l'extrême gauche de l'armée de l'Union, ils auraient balayé le 20th Maine de la colline et tourné le flanc de l'Union, « ce qui aurait contraint toute la gauche à se retirer ».
Cependant, Oates rend également hommage au courage et à la ténacité de son ennemi quand il écrit : « Il n'a jamais de combattant plus dur que les hommes du vingtième du Maine et le colonel courageux. Son habileté, sa persévérance et la grande bravoure de ses hommes ont sauvé Little Round Top et l'armée du Potomac de la défaite ». Chamberlain loue à son tour la bravoure de ses ennemis de l’Alabama quand il écrit plus tard : « ceux du 15th Alabama étaient des hommes virils, avec qui nous aurions pu être amis et ne jamais tuer, s'ils étaient venus à nous en paix et avec de la bonne volonté ».
Le 15th Alabama passe le reste de la bataille de la Gettysburg sur le flanc droit confédéré, participant à sa sécurisation contre la cavalerie et les tireurs d'élite de l'Union. Il ne prend pas part à la charge de Pickett le 3 juillet[citation nécessaire].
Sur les 644 hommes engagés du 15th Alabama à la bataille de Gettysburg, le régiment perd 72 tués, 190 blessés et 81 disparus.

## De Gettysburg à Appomattox

### Conséquences immédiates
À la suite des combats de Gettysburg, le 15th Alabama est engagé brièvement le 17 juillet, subissant des pertes négligeables. Il passe alors un moment en Virginie pour récupérer et compléter ses rangs avec le reste du corps de Longstret, jusqu'à ce reçoive l'ordre de partir vers l'ouest pour renforcer l'armée du Tennessee sous les ordres de Braxton Bragg, qui opère dans l'est du Tennessee et le nord-ouest de la Géorgie.

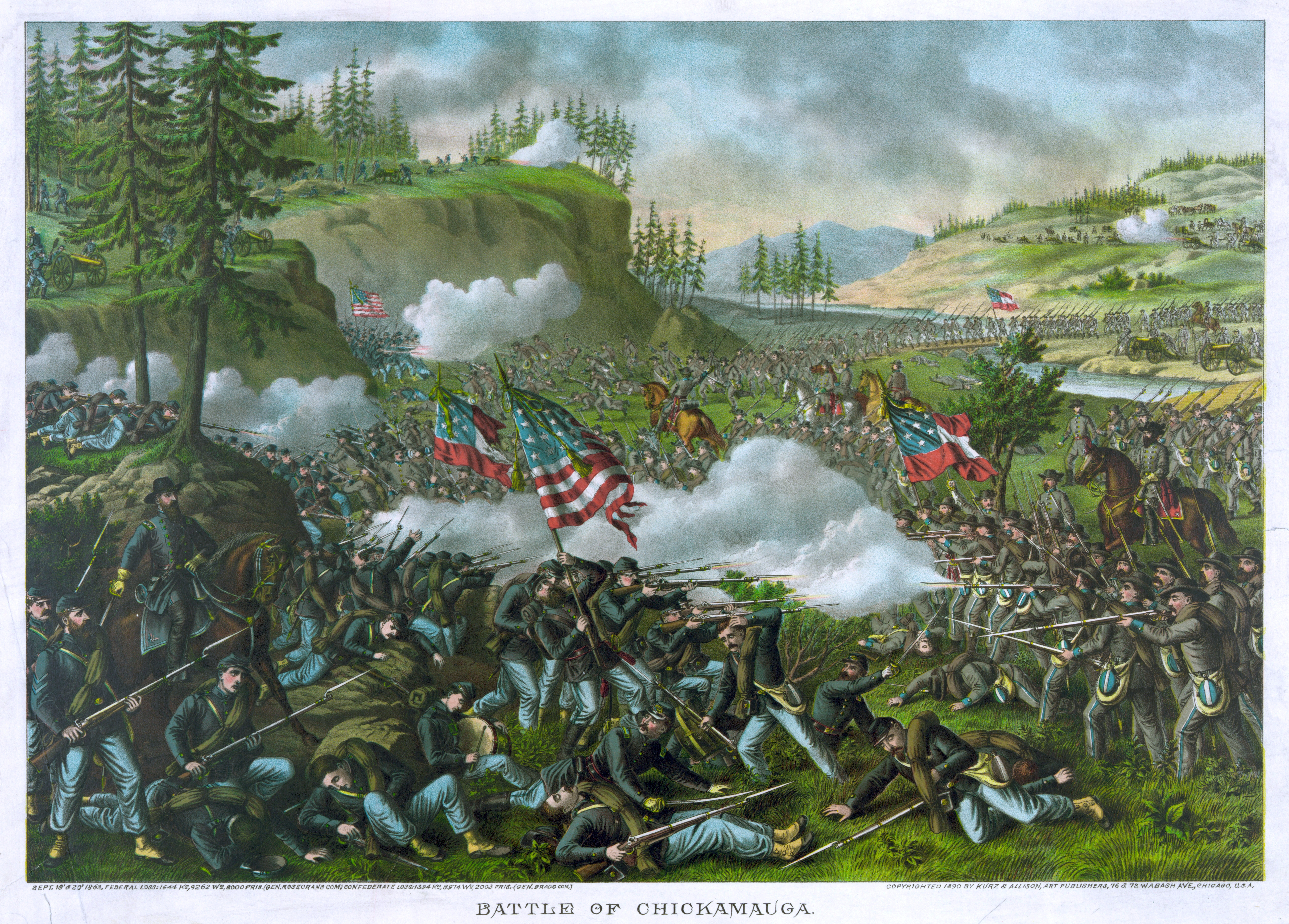
Bataille de Chickamauga, par Kurz et Allison, 1890

### Au Tennessee
Pendant ce temps avec Longstreet dans l'armée du Tennessee, le 15th Alabama Infantry participe aux engagements suivants :
- Bataille de Chickamauga les 19 et 20 septembre 1863 ; 19 tués et 123 blessés, sur les 425 engagés[29] ;
- Bataille de Moccasin Point, Tennessee, le 30 septembre 1863 ; aucune trace des pertes[29] ;
- Batailles de Browns Ferry et Lookout Valley les 28 et 29 octobre 1863 ; 15 tués et 40 blessés[29] ;
- Bataille de Campbell's Station le 25 novembre 1863 ; aucune trace des pertes[29] ;
- Campagne de Knoxville du 17 novembre 4 décembre 1863 ; 6 tués et 21 blessés[29] ;
- Bataille de Bean's Station le 14 décembre 1863 ; pertes négligeables[29] ;
- Bataille de Danridge le 24 janvier 1864 ; aucune trace des pertes[29] ;

Le 15th Alabama est le principal régiment confédéré qui garde la Lookout Valley lors de l’attaque de l’Union ; En raison d'une mauvaise communication entre lui-même et trois régiments de réserve chargés de renforcer ses effectifs, le colonel Oates ne parvient pas à contre-attaquer efficacement la force de l'Union remontant la vallée depuis Brown's Ferry (en) sur la rivière Tennessee. La victoire fédérale qui en résulte permet l’ouverture de la célèbre « Cracker Line » (ligne des biscuits)  d'Ulysses S. Grant, qui contribue à briser le siège de Chattanooga confédéré. Oates lui-même est blessé lors de cette bataille, mais récupère plus tard et continue à commander son régiment jusqu'à son remplacement par Alexander A. Lowther en juillet 1864.
Pour ses actions au cours de la bataille de Chickamauga, le 15th Alabama est à nouveau mentionné dans les dépêches, cette fois par le brigadier général Zachariah C. Deas (en), qui écrit que le « régiment s'est comporté avec beaucoup de galanterie » pendant la bataille.

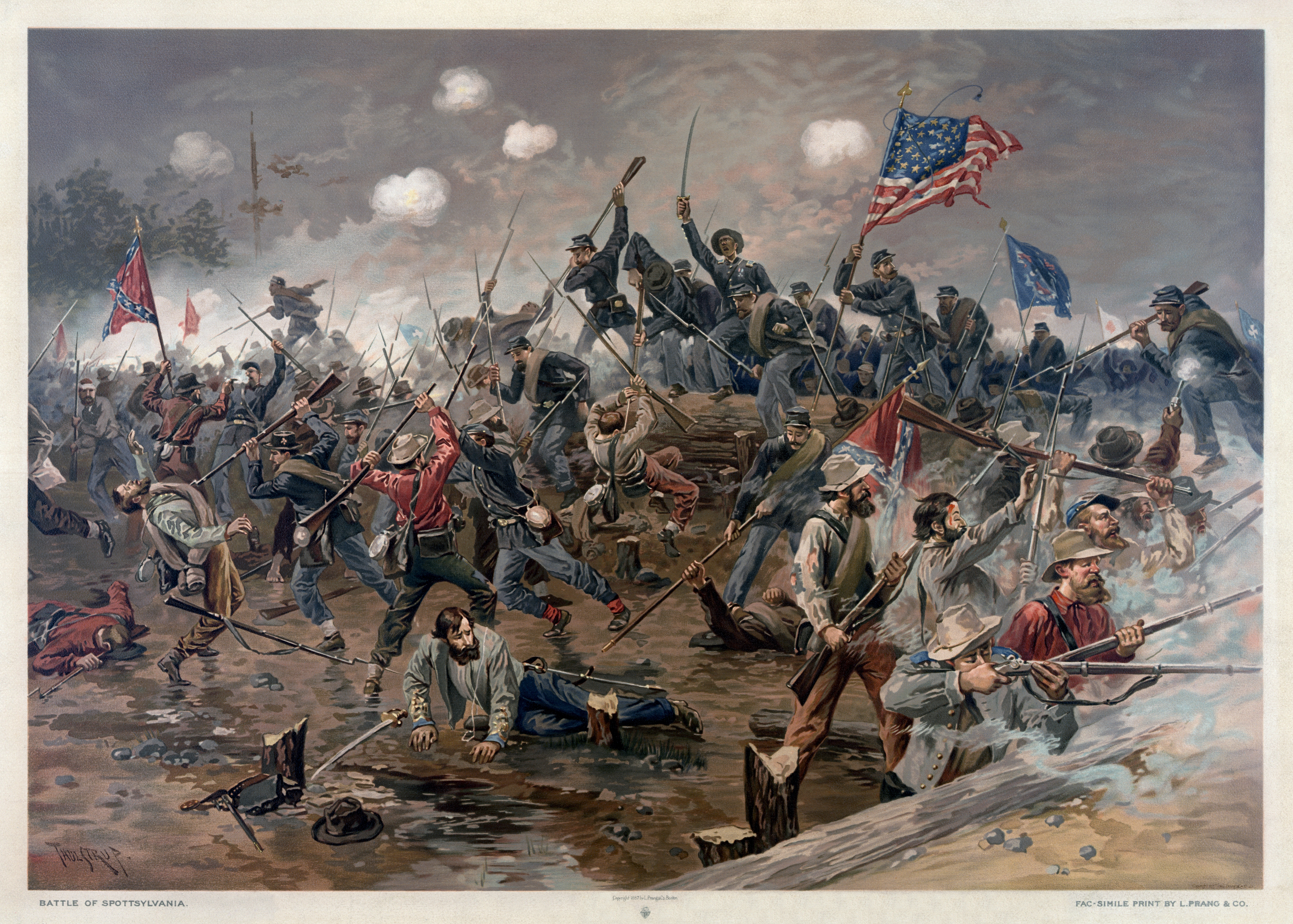
Bataille de Spotsylvania Court House, peinture de Thure De Thulstrup

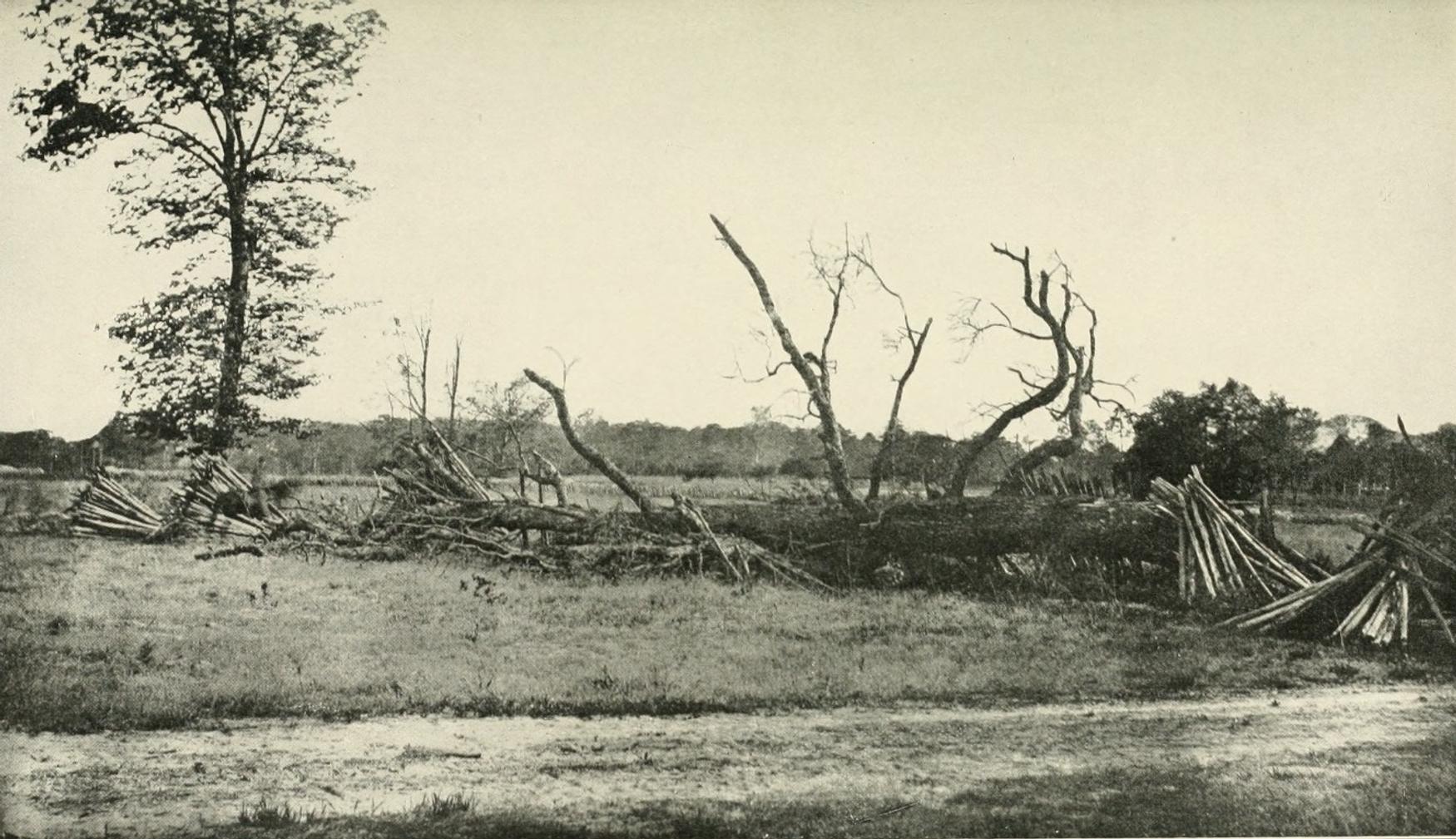
Ouvrages confédérés à la bataille de Cold Harbor, 1864

### Retour en Virginie
Après s'être brouillé avec Bragg pendant son séjour au Tennessee, Longstreet décide de retourner en Virginie avec son corps (y compris le 15th Alabama) au printemps 1864. Là, le 15th Alabama participe aux engagements suivants :
- Bataille de la Wilderness du 5 au 7 mai 1864 ; 4 tués et 27 blessés, avec 11 capturés[31] ;
- Bataille de Spotsylvania Court House du 8 au 21 mai 1864 ; 18 tués et 48 blessés, avec 2 capturés[31] ;
- Bataille de North Anna du 24 mai 1864 ; 1 blessé[31] ;
- Bataille d'Ashland du 31 mai 1864 ; 1 tué[31] ;
- Bataille de Cold Harbor le 1er juillet 1864 ; 5 tués et 12 blessés[31] ;
- Bataille de Chester Station le 17 juillet 1864 ; aucune trace des pertes[31] ;
- Siège de Petersburg du 18 au 26 juin 1864, du 19 au 25 juillet 1864, et le 2 avril 1865 ; total des pertes 3 tués et 2 blessés[31] ;
- Bataille de New Market Heights (à ne pas confondre avec la bataille de New Market) du 14 au 15 août 1864 ; aucune trace des pertes[31] ;
- Bataille de Fussell's Mill le 14 ; 13 tués et 90 blessés[31] ;
- Bataille de Ft. Gilmer le 29 septembre 1864 ; 1 blessé[31] ;
- Bataille de Ft. Harrison le 30 septembre 1864 ; 6 tués et 6 blessés[31] ;
- Bataille de Darbytown Road les 7 octobre 1864 et 13 octobre 1864 ; 2 tués et 36 blessés[31] ;
- Bataille de Williamsburg Road le 27 octobre 1864 ; aucune trace des pertes[31] ;
- Campagne d'Appomattox du 29 mars jusqu'au 9 avril 1865 ; aucune trace des pertes[31].

Le 15th Alabama continue de servir jusqu'à la reddition de l'armée de Lee à Appomattox Court House le 9 avril. Les hommes sont libérés sur parole avec le reste de l'armée de Virginie du Nord, et les survivants retournent en Alabama où ils reprennent leurs activités civiles. Au moment de se reddition, le 15th Alabama avait été transféré dans la « brigade de Floride », sous les ordres su colonel David Lang (en).
Le commandant du régiment au moment de la reddition est le capitaine Francis Key Schaff de la compagnie A.

## Tableau d'honneur
Le gouvernement confédéré cite vingt-deux membres du 15th Alabama au tableau d'honneur confédéré.
- Charles E. Averett, compagnie A [véritable nom :  Pvt. Alvis Early Averett] ;
- Brantley G. Barnett (SGT), compagnie I ;
- J. F. Bean, compagnie L ;
- David C. Cannon, compagnie G ;
- T. R. Collins, compagnie L ;
- William H. Cooper, compagnie C ;
- James R. Edwards (SGT, plus tard 2LT), compagnie E ;
- Clark J. Fauk, compagnie K ;
- H. V. Glenn, compagnie F ;
- Evan Grice, compagnie K ;
- M. L. Harper (tué), compagnie B ;
- Woodruff F. Hill (CPL), compagnie K ;
- A. Jackson, compagnie F ;
- John Jackson, compagnie F ;
- William W. Johnson (SGT), compagnie D ;
- R. Sam Jones (CPL), compagnie D ;
- Lee Lloyd, compagnie L ;
- B. J. Martin, compagnie E ;
- Abraham Powell, compagnie E ;
- W. H. Quattlebaum, compagnie D ;
- Joseph T. Rushing, compagnie I ;
- Herrin F. Satcher (CPL), compagnie G.

## Une dernière bataille
En 1904 et 1905, William Oates et Joshua Chamberlain, mènent ce qu’un écrivain qualifie d'« une dernière bataille » pour la construction d’un monument sur le Little Round Top pour le 15th Alabama. Alors que Chamberlain précise qu'il n'a aucune objection à l'érection d'un mémorial à ses anciens ennemis, il s'oppose vigoureusement sur l'endroit précis proposé par Oates, qui, insiste-t-il, est plus haut que la hauteur réellement atteinte par le régiment d'Oates pendant la bataille. Un échange de lettres quelque peu fastidieux entre les deux hommes ne permet pas de résoudre leurs différends et aucun monument pour le 15th Alabama n'est jamais érigé.
Chamberlain se rend sur le champ de bataille plusieurs années après la guerre et dirige personnellement l'enlèvement d'un tas de cailloux placé au sommet de Little Round Top par des vétérans du 15th Alabama. À l'époque, comme il le fera plus tard lors de son différend avec Oates, Chamberlain déclarera qu'il n'a aucune objection à l'érection d'un monument commémoratif du 15th Alabama, mais pas au sommet de la colline alors que tant de ses hommes étaient morts pour la tenir. Des efforts plus récents pour ériger un monticule de pierres au sommet de Little Round Top ont été contrecarrés par les rangers du parc de Gettysburg.

## Groupes actuels de reconstitution
Le 15th Alabama s'avère populaire auprès des acteurs des reconstitutions actuels. L'un de ces groupes (reconstituant la compagnie G du 15th Alabama) est implanté à Bellingham, dans l'État de Washington, et un autre (reconstituant la compagnie E du 15th Alabama) est situé à Enterprise en Alabama. On peut trouver d'autres unités à Farmington dans le Maine (reconstituant la compagnie G du 15th Alabama) et à Ocala en Floride (reconstituant la compagnie B du 15th Alabama).